# Microplitis goughi
Microplitis goughi är en stekelart som beskrevs av Austin och Paul C. Dangerfield 1993. Microplitis goughi ingår i släktet Microplitis och familjen bracksteklar. Inga underarter finns listade i Catalogue of Life.